# パオラ (イタリア)
パオラ（イタリア語: Paola）は、イタリア共和国カラブリア州コゼンツァ県にある、人口約1万6000人の基礎自治体（コムーネ）。

## 地理

### 位置・広がり

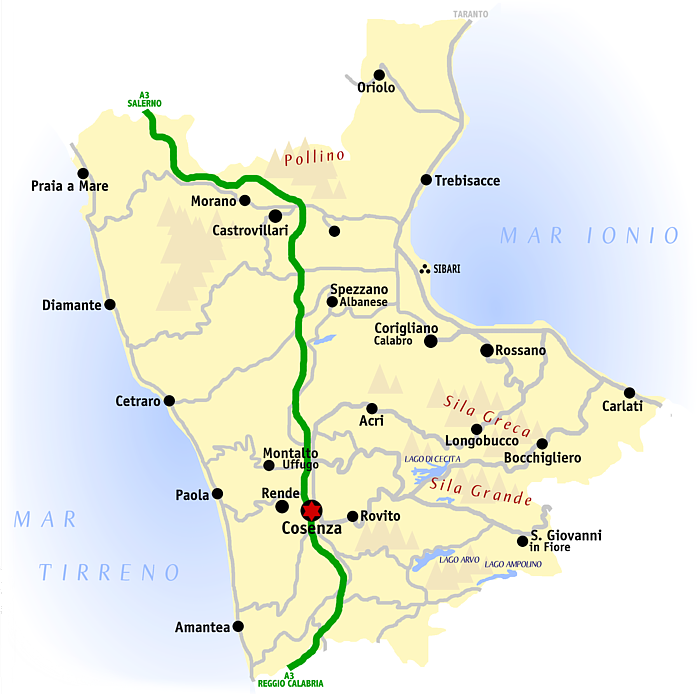
コゼンツァ県概略図

コゼンツァ県南西部に位置する。

#### 隣接コムーネ
隣接するコムーネは以下の通り。
- フスカルド
- モンタルト・ウッフーゴ
- サン・フィーリ
- サン・ルーチド